# Thomas Mardal
Thomas Mardal (16 de abril de 1997) es un deportista noruego que compite en atletismo. En los Juegos Europeos de Cracovia 2023 consiguió una medalla de bronce en la prueba de lanzamiento de martillo.

## Palmarés internacional
| Juegos Europeos | Juegos Europeos   | Juegos Europeos   | Juegos Europeos |
| Año             | Lugar             | Medalla           | Prueba          |
| --------------- | ----------------- | ----------------- | --------------- |
| 2023            | Chorzów (Polonia) | Medalla de bronce | Martillo        |